# Astalotesia bucurvata
Astalotesia bucurvata är en fjärilsart som beskrevs av Blanchard och Kerry Knudsen 1983. Astalotesia bucurvata ingår i släktet Astalotesia och familjen mätare. Inga underarter finns listade i Catalogue of Life.